# Давид Крайнер
Давид Крайнер (нім. David Kreiner; нар. 8 березня 1981) — австрійський лижний двоборець, олімпійський чемпіон.
Давид Крайнер бере участь у змаганнях з лижного двоборства з 1998. На його рахунку п'ять перемог на етапах Кубка світу. Олімпійську золоту медаль та звання олімпійського чемпіона він виборов на Олімпіаді у Ванкувері в складі збірної Австрії в командних змаганнях. Крім того він має дві медалі чемпіонатів світу, срібну й бронзову, здобуті в командних змаганнях.